# 拉夫伯勒 (英國國會選區)

選區在拉特蘭和萊斯特郡的位置

拉夫伯勒（英語：Loughborough），英國國會一郡選區，位於萊斯特郡西部，包括查恩伍德北部。
本區始設於1885年。早期是自由黨的選區，1970年以後是保守黨和工黨競爭的選區。2010年大選中保守黨的妮基·摩根以41.6%選票擊敗工黨的當區議員安迪·里德首次當選，為保守黨奪回失去十三年的議席。2015年大選，妮基·摩根成功連任。